# 山田風太郎記念館
山田風太郎記念館（やまだふうたろうきねんかん）は、兵庫県養父市にある養父市立の文学館。2003年4月に養父郡関宮町の町立施設として開館した。2004年4月、町村合併で発足した養父市に引き継がれる。
郷土出身の小説家・山田風太郎の顕彰を目的に、山田が通っていた関宮小学校の跡地に建てられた施設。館内には山田本人や遺族などから寄贈された約1,500点に上る資料をもとに書斎の再現、直筆原稿、創作ノート、初版本、写真やパイプ等の愛用品などを展示し、山田風太郎の生涯を紹介している。

## 利用情報
- 開館時間 - 午前9：00～午後5：00（入館は4：30まで）
- 休館日 - 毎週月曜日（祝祭日を除く）、年末年始、陳列替期間
- ひょうごっ子ココロンカードの利用対象施設になっている。

## 交通
- JR 山陰線 八鹿駅から全但バス「関宮」下車 徒歩2分

## 周辺
- 氷ノ山
- 鉢伏高原、鉢伏山